# Новотны, Франтишек
Франтишек Новотны (чеш. František Novotný; 26 ноября 1896, Сташов — январь 1946, Прага) — Чехословацкий авиаконструктор межвоенного периода, работавший в авиастроительной компании Letov, а с 1930 года в Avia. Самой известной машиной его конструкции, является предвоенный истребитель Avia B.534.

## Биография
Франтишек Новотны родился 26 ноября 1896 года в Сташове под Бероуном. Он интересовался техникой и авиацией во время учёбы в средней школе в Праге. Но Первая мировая война прервала дальнейшую подготовка талантливого молодого человека, и в возрасте восемнадцати лет он был призван в австро-венгерскую армию 15 апреля 1915 года. Он попал на русский фронт, однако провоевал не долгое время оказавшись в июле добровольно в российском плену. Условия жизни военнопленных в царской России были разнообразными, а Франтишек Новотны оказался одним из самых счастливых. С 1917 по 1919 год он работал на Изваринском заводе в Донецком бассейне.
После его возвращения в 1919 году из России он устроился на завод Летов, где под руководством инженера Алоиса Шмолика он работал чертежником, а затем и конструктором. Вскоре он окончил учёбу в Пражском техникуме и получил диплом инженера. В марте 1926 года он сам начал читать лекции по вопросам аэронавтики на авиационной кафедре Государственного промышленного училища в Праге.
Успех в его работе пришел в 1930 году. Из пражской компании Avia ушли два выдающихся инженера, Павел Бенеш и Мирослав Хайн (и так же многие из их производственных сотрудников) перешедших в недавно созданное авиационное подразделение компании Praga. Авиа осталась без главного инженера, и интерес её руководства пал на молодого и многообещающего инженера Новотны, который в конечном итоге принял предложение Авиа.
Новотны стал главой развития в современно оборудованной компании (даже по европейским условиям), где он смог исполнять свои замыслы. Авиа, благодаря новому заводу (который был построен на деньги Пльзеньской Шкоды), внезапно стала лидером среди чехословацких авиастроителей. Не только мощности, но и технологические возможности были значительно выше, чем у других компаний. Её новый главный конструктор вскоре начал вносить свой вклад в репутацию компании.
Первой задачей Новотны на Avia стал запуск массового производства истребителей Ba-33, а затем работа над аналогичном запуском лицензированного Fokker F-IX (проект В-139).
Вскоре последовал его первый независимый проект. Это был новый истребитель В-34 для Чехословацких ВВС первой половины 1930-х годов. Этот самолет стал продолжением традиционных конструкций Авиа, но тем не менее принес новые вещи. В частности, самолет имел металлический каркас, скрепляемый болтами и заклепками, а также рядный двигатель мощностью 478 кВт. Полученный самолет прошел дальнейшие улучшения. После нескольких прототипов и нереализованных проектов (в основном с целью установки других двигателей), Новотны и его команда разработали решение под названием B.534.
После испытаний военными 6 июня 1934 года было принято решение о принятии В.534 на вооружение в качестве стандартного истребителя чехословацких ВВС. За этим последовало широкое серийное производство с производством в общей сложности пяти основных вариантов.
Примерно в то же время, что и реализация проекта B.534, инженер Новотны обратился к ещё одной интересной задаче — создание специального самолета для авиационной акробатики. Новотны использовал за основу улучшенный самолет BH-22 и снабдил его двигателем Walter Castor. В мае 1934 года новый Avia B.122 был успешно облётан. Тем временем ротмистр Новак ознакомил с самолетом авиационное сообщество Европы. Машина имела потенциал улучшения и команда инженера Новотны построила несколько вариантов этой успешной акробатической машины.
К сожалению, другие проекты не принесли столько радости и успеха. Авиа стала монопольным поставщиком истребителей для Чехословацких ВВС благодаря B.534 и, возможно, те даже не задумывались о поставках Авиа самолетов других типов. Новотны, конечно же, брался за проекты других категорий самолетов, но ему это не удалось. Он не реализовал свои проекты бомбардировщика B-42 (победитель A-100), цельнометаллического B-46/546 и гражданского самолета Avia 40 для чехословацких авиалиний.
Кроме того, у него появилась конкуренция в собственной компании. Из Соединенных Штатов вернулся в свою родную страну и устроился на работу в Avie инженер Роберт Небесар (Robert Nebesář). Его проекты были смелыми, но не достигали солидности Новотны. Однако даже это снижение возможностей развития Avia оказало неудачное влияние на работу инженера Новотны.
Интересная работа состоялась во второй половине 1930-х годов. Инженер Новотны участвовал в подготовке освоения лицензированных цельнометаллических бомбардировщиков (Potez 63, Bristol Blenheim и др.), А затем и реализовал это решение, приняв участие в запуске в серийное производство модификации советского бомбардировщика СБ-2 (Avia B-71). В связи с этим он совершил короткую поездку в СССР незадолго до «Мюнхенского кризиса».
С 1936 года, в Авиа под руководством Новотного, был разработан очень прогрессивный истребитель В-35. Новая машина полностью соответствует мировым истребителям своего времени. К сожалению, из-за трудностей с разработкой двигателя и нескольких других агрегатов (убирающегося шасси, винта и др.) прототип поднялся в воздух только во время самой большой угрозы для страны. Облет был успешно проведен 28 сентября 1938 года Рудольфом Далецким (Rudolf Dalecký). Новотны мог быть очень доволен своей работой и достижениями. Уже во время развития машина привела к появлению улучшенного Avia B.135 с убирающимся шасси. Но Авиа произвела только 12 единиц этого истребителя для болгарских ВВС.
Во время войны инженер Новотны мог только пассивно следить за развитием своей любимой авиации. Германская оккупация поставила крест на его самостоятельной конструкторской работе. Его участие в работе Авиа в годы оккупации и производства для Люфтваффе неизвестна. Остается фактом, что к освобождению в 1945 году его здоровье было существенно подорвано.
После войны он вернулся к работе. На национализированной Авиа разрабатывался гражданский высокоплан Av-36 , названный Bojar, но Новотны, не смог участвовать в его проектировании и строительстве. Он внезапно умер в начале января 1946 года в возрасте сорока девяти лет.